# Mistrovství světa juniorů v MTBO
Mistrovství světa juniorů v MTBO – orientačním závodě na horském kole – se pořádá od roku 2008, kdy jej poprvé hostilo Polsko. Právo účasti na závodech mají závodníci, kteří k 31. prosinci roku, ve kterém se mistrovství světa pořádá, mají maximálně 20 let. Dále je také nutné, aby jejich země byla členem International orienteering federation (IOF).

## Formát závodů
Mistrovství světa juniorů se skládá z několika závodů a v každém z nich je vyhlášen Mistr a Mistryně světa. Jedná se o následující závody: sprint, middle, long a štafety.

### Sprint
Sprint je nejkratším ze všech závodů na MS. Jedná se o závod, který je náročný především na naprosto přesné mapování. Jeho délka je přibližně 15–20 minut pro vítěze. Délka závodu se odvíjí od terénu, ve kterém se závodí. Může se jednat o les, park, nebo i městskou zástavbu. Startuje se individuálně v předem daném startovním intervalu.

### Middle
Middle, neboli střední trať, je závodem o délce přibližně 50 minut pro vítěze závodu. Jedná se o závod, kde je důležitá především přesná realizace postupů. Start je opět intervalový.

### Long
Long, česky dlouhá trať, je nejdelším ze všech závodů, které jsou součástí Mistrovství světa. Závod se jezdí zhruba hodinu a půl a je důležitá především fyzická připravenost závodníků a také správnost volených postupů. Jde také o jediný závod, který má kvalifikaci. Ta se jede několik dní před samotným finále, a která rozdělí závodníky do finále A a finále B, podle časů dosažených v kvalifikaci. Stejně jako v předchozích dvou závodech je start intervalový.

### Štafety
Štafety jsou posledním typem závodů, který se na Mistrovství světa jezdí. Je to také jediný neindividuální závod. V každé štafetě startují 3 závodníci, kteří trať absolvují postupně v předem stanoveném pořadí. Každý z nich má trať mírně odlišnou, aby nemohlo dojít k tomu, že poslední závodník bude přesně vědět, co jej čeká. Štafety jsou také jediným závodem, kde se startuje hromadným startem.

## Pořadatelství Mistrovství světa
| Rok  | Pořádající země |
| ---- | --------------- |
| 2008 | Polsko          |
| 2009 | Dánsko          |
| 2010 | Portugalsko     |
| 2011 | Itálie          |
| 2012 | Maďarsko        |
| 2013 | Estonsko        |
| 2014 | Polsko          |
| 2015 | Česko           |
| 2016 | Portugalsko     |

## Přehled medailí získaných českými závodníky

### Zlaté medaile
| Rok                | Typ závodu | Závodník/Závodníci                                       |
| ------------------ | ---------- | -------------------------------------------------------- |
| 2008 (Polsko)      | sprint M   | František Bogar                                          |
| 2008 (Polsko)      | middle W   | Hana Hančíková                                           |
| 2008 (Polsko)      | Štafeta W  | Michaela Marešová, Hana Doležalová, Hana Hančíková       |
| 2009 (Dánsko)      | Sprint M   | František Bogar                                          |
| 2009 (Dánsko)      | Middle M   | Marek Pospíšek                                           |
| 2010 (Portugalsko) | Sprint W   | Marie Březinová                                          |
| 2010 (Portugalsko) | Štafety W  | Martina Lamichová, Marie Březinová, Magdalena Seifertová |
| 2010 (Portugalsko) | Štafety M  | Kryštof Bogar, Martin Tišnovský, Vojtěch Stránský        |
| 2011 (Itálie)      | Sprint M   | Kryštof Bogar                                            |
| 2011 (Itálie)      | Middle M   | Kryštof Bogar                                            |
| 2012 (Maďarsko)    | Middle M   | Kryštof Bogar                                            |
| 2012 (Maďarsko)    | Long M     | Kryštof Bogar                                            |
| 2012 (Maďarsko)    | Štafety M  | Kryštof Bogar, Vojtěch Ludvík, Tomáš Staněk              |

### Stříbrné medaile
| Rok                | Typ závodu | Závodník/Závodníci |
| ------------------ | ---------- | ------------------ |
| 2008 (Polsko)      | sprint W   | Hana Hančíková     |
| 2008 (Polsko)      | middle M   | Marek Pospíšek     |
| 2008 (Polsko)      | Long M     | Marek Pospíšek     |
| 2010 (Portugalsko) | Middle M   | Kryštof Bogar      |
| 2011 (Itálie)      | Middle M   | Vojtěch Ludvík     |
| 2011 (Itálie)      | Sprint M   | Martin Tišnovský   |

### Bronzové medaile
| Rok                | Typ závodu | Závodník/Závodníci                                       |
| ------------------ | ---------- | -------------------------------------------------------- |
| 2009 (Dánsko)      | sprint M   | Vojtěch Stránský                                         |
| 2009 (Dánsko)      | long W     | Michaela Marešová                                        |
| 2009 (Dánsko)      | Long M     | František Bogar                                          |
| 2009 (Dánsko)      | Štafeta W  | Kateřina Hančíková, Martina Lamichová, Zuzana Kiacová    |
| 2010 (Portugalsko) | Sprint M   | Kryštof Bogar                                            |
| 2010 (Portugalsko) | Middle W   | Magdalena Seifertová                                     |
| 2010 (Portugalsko) | Long M     | Vojtěch Stránský                                         |
| 2011 (Itálie)      | Long W     | Marie Březinová                                          |
| 2011 (Itálie)      | Middle W   | Marie Březinová                                          |
| 2011 (Itálie)      | Štafety W  | Martina Lamichová, Marie Březinová, Magdalena Seifertová |
| 2012 (Maďarsko)    | Long M     | Vojtěch Ludvík                                           |
| 2012 (Maďarsko)    | Štafety W  | Anežka Pařízková, Ewa Haltof, Kateřina Nováková          |

## Seznam zdrojů
- http://www.mtbo.cz
- http://junior-mtbo.webnode.cz/
- http://orienteering.org/